# クラックダウン
『クラックダウン』 (Crack Down) は、セガのアクションシューティングゲーム。ステルスアクションゲームとしてもカテゴライズされる。日本では1989年4月よりアーケードゲームとして稼働を開始。アーケード版のシステム基板は「セガ・システム24」。2人同時プレイが可能。
後に家庭用ゲーム機やPC用ゲームとして移植版がリリースされている。

## 概要
ステージは迷路のような構造となっており、画面は上部に面全体が、下部の左右に1P/2Pそれぞれの周囲が表示されており、この両画面を見ながらゲームを進めていく。×印が書かれた点に移動すると自動的に爆弾を設置。制限時間(02:30)内にステージ中の全ての×印に移動し爆弾を設置した後に特定の脱出口に移動すると面クリアとなる。ステージ構成は4面で各ステージはACT1～4で構成されており、全16面。ステージとステージの合間には本作品のストーリーを補完するミニデモが挿入されておりこの世界の断片を見ることが出来る。さらにステージ4ACT4にはラスボスである狂気の科学者ミスターKがおり、これを撃破するとゲームクリアとなり、ミスターKの最大の野望をEDで知ることが出来る。周回要素は無い。
操作は8方向レバーによる移動に加え、遠距離であれば射撃（連射性の高いマシンガンと高速貫通弾のキャノン）、近距離であれば打撃を行う攻撃ボタン、全画面に攻撃と緊急回避を兼ねるボンバーボタンの２ボタン制。ステージに落ちているアイテム（武器なら紫・ボンバーなら緑）を手に入れることで補充・交換できる。マシンガンとキャノンは弾数制限がありかつ排他使用となっていて、キャノンの弾数がある場合は優先して使われキャノンを打ち尽くすとマシンガンとなる。マシンガンとキャノンは弾数999までそれぞれストック可能、ボンバーは4個までの上限があり、それ以上の入手は得点になる。また、壁側にレバーを倒すことで壁に貼りつき、当たり判定が縮小する。キャラクターの移動が遅く、動きが全体的に細かいため、壁張り付きを使って攻撃を避ける・敵をやり過ごすなど、細かな駆け引きがゲームの要となっている。敵・攻撃に当たる・タイムオーバーになるとミス、残機が無くなるとゲームオーバー。
敵についてはミスターKから生み出された人工生命体で、マシンガンを使う敵、貫通弾を使う敵、火炎放射器を使う敵、チェーンソーを使う敵、シールドを装備した敵の他テレポートしてくるもの、マンドリルや狼、後の面になると人化・獣化する以前の塊など多彩に渡っている。共通しているのは敵は一定時間ごとに画面内の出入り口等から定期的に登場すること、敵が使用する武器にも敵に対して当たり判定が存在し、同士討ちをさせることが可能である点である。同士討ちをさせた場合は得点が倍になるため、高得点を目指す場合は如何に敵に武器を使わせるかも視野に入る。
MAPについては様々なギミックが有り、前述のように敵が定期的に出現する各種出入り口もあればミサイル・電流・レーザーを定期的に放出するもの、生命体の塊を生み出すジェネレーター、移動する床や流砂、ベルトコンベア、ゴンドラ、ハンマーを振る重機などがあり、面によっては移動先を考えなければならない場合もある。なおギミックは基本的に背景扱いで破壊することは不可能だが、ジェネレーターについてはキャノンを利用する事で破壊可能、ミサイル・電流・レーザーはボンバーを利用することで緊急回避及び一定時間放出を停止することも出来る。最終面についてはバリア壁があり、キャノンやマシンガンを当てれば無効化できるもの、有る特定の行動をしないと解除出来ないものも存在する。
一定の時間に爆弾を設置する、射撃を一回も使わずに面をクリアすると特別ボーナス（通称忍ボーナス）、貫通弾で複数の敵を倒す、敵の銃撃で敵を倒す（新バージョンのみ）など得点稼ぎシステムが多い。
システム24上で開発された作品として、同じく画面が見下ろした2D画面でハードの持つ高解像度を生かした戦略性の高いゲーム性を持つ『ゲイングランド』（1988年）と並べて語られることが多く、サイトロンから発売されているサウンドトラック同梱の攻略DVDも『ゲイングランド』とのカップリングとなっている。

## ストーリー
21世紀初頭、狂気の科学者「ミスターK」の作り出した戦闘用人工生命体の手によって未来工業都市「アトランティス」が占領された。
これに対し招集された2人の破壊工作のプロ「ベン・ブレイカー」、「アンディ・アタッカー」は、新型時限爆弾「シグマ」を用い、「アトランティス」の破壊及び「ミスターK」の野望阻止を目指す。

## 移植版
| No. | タイトル              | 発売日                                           | 対応機種                                            | 開発元           | 発売元                          | メディア | 型式                                                                           | 売上本数 | 備考                                              |
| --- | --------------------- | ------------------------------------------------ | --------------------------------------------------- | ---------------- | ------------------------------- | --- | ------------------------------------------------------------------------------ | -------- | ------------------------------------------------- |
| 1   | Crack Down            | 1990年                                           | Amiga Amstrad CPC Atari ST コモドール64 ZX Spectrum | Arc Developments | U.S. Gold                       | フロッピーディスク カセットテープ                                                                                        | -                                                                              | -        |                                                   |
| 2   | Crack Down            | 1990年                                           | PC/AT互換機                                         | セガ             | セガ                            | フロッピーディスク | -                                                                              | -        |                                                   |
| 3   | クラックダウン        | 1990年12月10日 1991年1月 1991年3月               | メガドライブ                                        | ホット・ビィ     | セガ Sage's Creation            | 4メガビットロムカセット                                                                                                  | G-4024 1111-50 T-47046                                                         | -        |                                                   |
| 4   | クラックダウン        | 2007年8月7日 2007年9月7日                        | Wii                                                 | ホット・ビィ     | セガ                            | ダウンロード （バーチャルコンソール）                                                                                    | -                                                                              | -        | メガドライブ版の移植 2019年1月31日 配信・販売終了 |
| 5   | Crack Down            | 2010年6月1日                                     | Windows                                             | ホット・ビィ     | セガ                            | ダウンロード (Steam) | -                                                                              | -        | メガドライブ版の移植                              |
| 6   | Sega Genesis Classics | 2018年5月29日 Switch 2018年12月7日 2018年12月6日 | Linux macOS PlayStation 4 Xbox One Nintendo Switch  | d3t セガ         | セガ                            | ダウンロード (Steam、PlayStation Store、 Microsoft Store、 ニンテンドーeショップ) BD-ROM Nintendo Switch専用ゲームカード | PS4: CUSA-10828 CUSA-09771 XBO: INL-SE10663080 Switch: HAC-P-AQGKB HAC-P-AQGKA | -        | メガドライブ版の移植                              |
| 7   | クラックダウン        | 2020年12月17日                                   | アストロシティミニ                                  | 瑞起             | セガトイズ（発売） セガ（販売） | プリインストール | -                                                                              | -        | アーケード版の移植                                |

※ 下記2機種については二人同時プレイも可能だが、ゲーム機本体にはコントローラーが1P分しか同梱（または装備）されていないため、別売りのコントロールパッドやジョイスティックが必要。（両方とも公式には専用品が必要で、他機種用のものは使い回せない）
- メガドライブ版

アーケード版とは解像度が異なるといったハード仕様的な理由により、画面構成は少しアレンジされているが、オリジナルの雰囲気は概ね再現。
- アストロシティミニ版

1980年代から1990年代中期のアーケードゲーム36作品（+おまけ1作品）がプリインストールされた「復刻系ゲーム機」であるアストロシティミニに収録。オリジナルを（ほぼ）完全な形で家庭用ゲーム機に移植するのは国内初となる。本体自体の機能として、いわゆる「どこでもセーブ」（ステートセーブ）などプレイに便利な機能がいくつか使える。

## スタッフ
メガドライブ版
- プランニング：KUBOPAN
- プログラミング：SA.160A、EC.NA.DF.OE（えんどうきみひろ）、EBUC、SOFT MA
- グラフィック・デザイン：KANAZAWA、NAGASAKI、GUNMA
- ミュージック・コンポーズ：SEGA
- ミュージック・アレンジ：MECANOIZE
- サウンド・デザイン：YMOIMO by MS（すずきまさる）
- スペシャル・サンクス：HOKKAIDO、CHIBA、KANAGAWA、HELP 1、HELP2、HELP 3
- ディレクター：SA.160A
- プロデューサー：2468DRIVE
- カバー・イラストレーション：きむらひでふみ

## 評価
アーケード版
ゲーム誌『ゲーメスト』の企画「第3回ゲーメスト大賞」（1989年度）において年間ヒットゲームで38位を獲得した。
メガドライブ版
- ゲーム誌『ファミコン通信』の「クロスレビュー」では合計23点（満40点）になっている[8]。

- ゲーム誌『メガドライブFAN』の読者投票による「ゲーム通信簿」での評価は以下の通りとなっており、16.71点（満30点）となっている[2]。

| 項目 | キャラクタ | 音楽 | 操作性 | 熱中度 | お買得度 | オリジナリティ | 総合  |
| 得点 | 2.63       | 2.61 | 2.57   | 3.02   | 2.80     | 3.08           | 16.71 |

- ゲーム本『メガドライブ大全』（2004年、太田出版）では、「『ゲイングランド』と同じ頃に発売されたものの、いまいち有名になりきれなかったアクションゲーム」、「世界的に大ヒットした『メタルギアソリッド』シリーズに通じる面白さがある」と評している[13]。